# Verein für Leibesübungen von 1899 1979-1980
Questa voce raccoglie le informazioni riguardanti il Verein für Leibesübungen von 1899 nelle competizioni ufficiali della stagione 1979-1980.

## Stagione
Nella stagione 1979-1980 l'Osnabrück, allenato da Gerd Bohnsack, concluse il campionato di 2. Bundesliga al 8º posto. In Coppa di Germania l'Osnabrück fu eliminato agli ottavi di finale dallo Schalke 04.

## Rosa
| N. |                     | Ruolo | Calciatore            |
| -- | ------------------- | ----- | --------------------- |
|    | Germania (bandiera) | P     | Rolf Meyer            |
|    | Germania (bandiera) | P     | Uwe Seiler            |
|    | Germania (bandiera) | D     | Klaus Baumanns        |
|    | Germania (bandiera) | D     | Hans-Georg Brinkrolf  |
|    | Germania (bandiera) | D     | Lothar Gans           |
|    | Germania (bandiera) | D     | Wolfgang Schröder     |
|    | Germania (bandiera) | D     | Karl-Friedrich Wessel |
|    | Germania (bandiera) | C     | Holger Gerth          |
|    | Germania (bandiera) | C     | Peter Harth           |
|    | Germania (bandiera) | C     | Detlev Hegekötter     |
|    | Germania (bandiera) | C     | Dieter Hochheimer     |

| N. |                      | Ruolo | Calciatore         |
| -- | -------------------- | ----- | ------------------ |
|    | Germania (bandiera)  | C     | Rainer Knopp       |
|    | Germania (bandiera)  | C     | Ralf Lehmann       |
|    | Germania (bandiera)  | C     | Wolfgang Loos      |
|    | Germania (bandiera)  | C     | Butje Rosenfeld    |
|    | Danimarca (bandiera) | C     | Niels Tune-Hansen  |
|    | Germania (bandiera)  | A     | Horst Feilzer      |
|    | Germania (bandiera)  | A     | Mario Laubinger    |
|    | Germania (bandiera)  | A     | Michael Lorenz     |
|    | Germania (bandiera)  | A     | Detlef Olaidotter  |
|    | Germania (bandiera)  | A     | Franz-Josef Pieper |

## Organigramma societario
Area tecnica
- Allenatore: Gerd Bohnsack
- Allenatore in seconda:
- Preparatore dei portieri:
- Preparatori atletici:

## Calciomercato

### Sessione estiva
| Acquisti | Acquisti          | Acquisti                     | Acquisti |
| R.       | Nome              | da                           | Modalità |
| -------- | ----------------- | ---------------------------- | -------- |
| A        | Michael Lorenz    | VÖEST Linz                   |          |
| A        | Horst Feilzer     | St. Pauli                    |          |
| C        | Peter Harth       | Hertha Zehlendorf (juniores) |          |
| A        | Detlef Olaidotter | Lüneburger                   |          |
| C        | Butje Rosenfeld   | St. Pauli                    |          |
| C        | Niels Tune-Hansen | St. Pauli                    |          |

| Cessioni | Cessioni           | Cessioni          | Cessioni |
| R.       | Nome               | a                 | Modalità |
| -------- | ------------------ | ----------------- | -------- |
| C        | Ewald Schmid       | OSV Hannover      |          |
| D        | Wolfgang Berg      | Arminia Bielefeld |          |
| D        | Ulrich Büscher     | Arminia Bielefeld |          |
| A        | Pedro Milasincic   | ASC Schöppingen   |          |
| D        | Detlef Schnier     | Arminia Bielefeld |          |
| A        | Gerd-Volker Schock | Arminia Bielefeld |          |
| C        | Michael Strunck    | St. Pauli         |          |

### Sessione invernale
| Acquisti | Acquisti          | Acquisti     | Acquisti |
| R.       | Nome              | da           | Modalità |
| -------- | ----------------- | ------------ | -------- |
| C        | Dieter Hochheimer | TeBe Berlino |          |

| Cessioni | Cessioni       | Cessioni      | Cessioni |
| R.       | Nome           | a             | Modalità |
| -------- | -------------- | ------------- | -------- |
| A        | Andreas Wagner | Cercle Bruges |          |

## Risultati

### 2. Bundesliga

#### Girone di andata
| Arbitro: | Wippker |

|                                 |           |  |
| Behrends 10’ (rig.) Schmotz 35’ | Marcatori |  |

| Arbitro: | Assenmacher |

|            |           |          |
| Schmid 53’ | Marcatori | 70’ Lenz |

| Arbitro: | Osmers |

|                                        |           |                |
| Rosenfeld 1’ (aut.) Lücke 3’, 22’, 59’ | Marcatori | 54’ Olaidotter |

| Osnabrück 17 agosto 1979 4ª giornata | Osnabrück | 0 – 0 referto | Arminia Bielefeld | Stadion an der Bremer Brücke (12 000 spett.)\| Arbitro: \| Retzmann \| |
| Arbitro:                             | Retzmann  |               |                   |                                                                        |

| Arbitro: | Ahlenfelder |

|                                 |           |  |
| Stradt 47’, 84’ Clute-Simon 62’ | Marcatori |  |

| Arbitro: | Horeis |

|                                    |           |  |
| Klausmann 80’ (aut.) Laubinger 89’ | Marcatori |  |

| Arbitro: | Milkert |

|                                               |           |                        |
| Olaidotter 54’ (rig.) Feilzer 58’ Lehmann 64’ | Marcatori | 53’ Hanisch 63’ Hansen |

| Oberhausen 15 settembre 1979 8ª giornata | RW Oberhausen | 0 – 0 referto | Osnabrück | Niederrheinstadion (4 000 spett.)\| Arbitro: \| Meijerink \| |
| Arbitro:                                 | Meijerink     |               |           |                                                              |

| Arbitro: | Kopka |

|                                              |           |                 |
| Rosenfeld 25’ Feilzer 67’ Lehmann 86’ (rig.) | Marcatori | 45’, 63’ Kaczor |

| Arbitro: | Vordanz |

|                                           |           |  |
| Mrosko 37’ Schatzschneider 41’ Mertes 90’ | Marcatori |  |

| Arbitro: | Gabor |

|                                                |           |                      |
| Lehmann 30’ (rig.) Wagner 41’ Feilzer 79’, 90’ | Marcatori | 61’, 75’ (rig.) Wolf |

| Arbitro: | Filipiak |

|                          |           |                 |
| Schonert 67’ Ochmann 83’ | Marcatori | 63’ (rig.) Gans |

| Arbitro: | Malbranc |

|  |           |                                                                |
|  | Marcatori | 12’ Linßen 16’ Goll 19’ Jürgens 41’ Gede 50’, 53’, 60’ Mödrath |

| Arbitro: | Hennig |

|                                                              |           |  |
| Patzke 20’ Reiners 24’, 43’ Jakobs 45’ Hammes 56’ Kunkel 80’ | Marcatori |  |

| Arbitro: | Kohnen |

|                             |           |                                               |
| Tune-Hansen 45’ Feilzer 58’ | Marcatori | 65’ Pallaks 73’ Wehmeier 85’ (aut.) Brinkrolf |

| Arbitro: | Eggers |

|                        |           |                                            |
| Breuer 3’ Schultze 84’ | Marcatori | 2’, 65’ Lehmann 57’ Feilzer 90’ Olaidotter |

| Arbitro: | Wuttke |

|                             |           |           |
| Feilzer 22’, 38’ Lorenz 50’ | Marcatori | 83’ Diers |

| Arbitro: | Eschweiler |

|          |           |                                                       |
| Fagot 6’ | Marcatori | 16’ (aut.) Schlosser 31’, 62’, 79’ Lorenz 88’ Feilzer |

| Arbitro: | Möller |

|             |           |  |
| Feilzer 70’ | Marcatori |  |

#### Girone di ritorno
| Arbitro: | Weber |

|                  |           |  |
| Feilzer 22’, 75’ | Marcatori |  |

| Arbitro: | Wahmann |

|  |           |           |
|  | Marcatori | 6’ Lorenz |

| Arbitro: | Osmers |

|                                 |           |  |
| Keese 37’ (aut.) Olaidotter 71’ | Marcatori |  |

| Arbitro: | Kasperowski |

|                                  |           |  |
| Peitsch 40’ (rig.) Sackewitz 56’ | Marcatori |  |

| Arbitro: | Barnick |

|                                           |           |  |
| Lehmann 23’ Rosenfeld 60’ Tune-Hansen 90’ | Marcatori |  |

| Arbitro: | Reichmann |

|                                                        |           |                 |
| Klausmann 5’, 48’ Drescher 22’ Lippens 35’ Diemand 36’ | Marcatori | 74’, 87’ Lorenz |

| Arbitro: | Kespohl |

|                 |           |           |
| Stolzenburg 55’ | Marcatori | 45’ Gerth |

| Arbitro: | Lins |

|  |           |           |
|  | Marcatori | 83’ Halbe |

| Arbitro: | Meijerink |

|           |           |  |
| Mense 20’ | Marcatori |  |

| Arbitro: | Milkert |

|                                          |           |                            |
| Lehmann 58’ (rig.) Harth 64’ Feilzer 82’ | Marcatori | 68’ (rig.) Schatzschneider |

| Arbitro: | Wippker |

|                            |           |                     |
| Lopatenko 55’ Holtkamp 82’ | Marcatori | 15’ Harth 85’ Gerth |

| Arbitro: | Winkler |

|            |           |  |
| Lorenz 14’ | Marcatori |  |

| Colonia 26 aprile 1980 32ª giornata | Fortuna Colonia | 0 – 0 referto | Osnabrück | Südstadion (350 spett.)\| Arbitro: \| Wahmann \| |
| Arbitro:                            | Wahmann         |               |           |                                                  |

| Arbitro: | Mölm |

|                |           |            |
| Olaidotter 45’ | Marcatori | 44’ Kunkel |

| Arbitro: | Horeis |

|                       |           |                            |
| Pallaks 25’, 44’, 58’ | Marcatori | 30’ Tune-Hansen 39’ Pieper |

| Arbitro: | Uhlig |

|                                                          |           |  |
| Pieper 29’ Harth 35’, 83’ Rosenfeld 58’ Feilzer 72’, 85’ | Marcatori |  |

| Arbitro: | Kespohl |

|                               |           |               |
| Schmid 24’ Bartels 54’ (rig.) | Marcatori | 6’, 56’ Harth |

| Arbitro: | Eggers |

|                                             |           |          |
| Rosenfeld 7’, 51’ Lorenz 55’, 80’ Harth 86’ | Marcatori | 62’ Klug |

| Arbitro: | Reichmann |

|                                                           |           |           |
| Witt 9’ Jochimiak 37’, 50’, 56’ Möller 40’, 68’ Jordt 72’ | Marcatori | 39’ Knopp |

### Coppa di Germania
| Arbitro: | Mölm |

|                                      |           |                      |
| Hegekötter 65’ Schmid 74’ Wessel 99’ | Marcatori | 50’ Wolf 88’ Bergter |

| Arbitro: | Kespohl |

|            |           |           |
| Müller 16’ | Marcatori | 4’ Wagner |

| Arbitro: | Osmers |

|                             |           |                          |
| Feilzer 27’, 63’ Wagner 72’ | Marcatori | 51’ Montelett 62’ Tänzer |

| Arbitro: | Malbranc |

|                                       |           |  |
| Harth 17’, 86’ Lorenz 44’ Lehmann 59’ | Marcatori |  |

| Arbitro: | Assenmacher |

|                         |           |  |
| Drexler 36’ Kremers 41’ | Marcatori |  |

## Statistiche

### Statistiche di squadra
| Competizione      | Punti | In casa | In casa | In casa | In casa | In casa | In casa | In trasferta | In trasferta | In trasferta | In trasferta | In trasferta | In trasferta | Totale | Totale | Totale | Totale | Totale | Totale | DR |
| Competizione      | Punti | G       | V       | N       | P       | Gf      | Gs      | G            | V            | N            | P            | Gf           | Gs           | G      | V      | N      | P      | Gf     | Gs     | DR |
| ----------------- | ----- | ------- | ------- | ------- | ------- | ------- | ------- | ------------ | ------------ | ------------ | ------------ | ------------ | ------------ | ------ | ------ | ------ | ------ | ------ | ------ | -- |
| 2. Bundesliga     | 40    | 19      | 13      | 3       | 3       | 42      | 22      | 19           | 3            | 5            | 11           | 22           | 46           | 38     | 16     | 8      | 14     | 64     | 68     | -4 |
| Coppa di Germania | -     | 3       | 3       | 0       | 0       | 10      | 4       | 2            | 0            | 1            | 1            | 1            | 3            | 5      | 3      | 1      | 1      | 11     | 7      | +4 |
| Totale            | 40    | 22      | 16      | 3       | 3       | 52      | 26      | 21           | 3            | 6            | 12           | 23           | 49           | 43     | 19     | 9      | 15     | 75     | 75     | 0  |

### Andamento in campionato
| Giornata  | 1  | 2  | 3  | 4  | 5  | 6  | 7  | 8  | 9  | 10 | 11 | 12 | 13 | 14 | 15 | 16 | 17 | 18 | 19 | 20 | 21 | 22 | 23 | 24 | 25 | 26 | 27 | 28 | 29 | 30 | 31 | 32 | 33 | 34 | 35 | 36 | 37 | 38 |
| --------- | -- | -- | -- | -- | -- | -- | -- | -- | -- | -- | -- | -- | -- | -- | -- | -- | -- | -- | -- | -- | -- | -- | -- | -- | -- | -- | -- | -- | -- | -- | -- | -- | -- | -- | -- | -- | -- | -- |
| Luogo     | T  | C  | T  | C  | T  | C  | C  | T  | C  | T  | C  | T  | C  | T  | C  | T  | C  | T  | C  | C  | T  | C  | T  | C  | T  | T  | C  | T  | C  | T  | C  | T  | C  | T  | C  | T  | C  | T  |
| Risultato | P  | N  | P  | N  | P  | V  | V  | N  | V  | P  | V  | P  | P  | P  | P  | V  | V  | V  | V  | V  | V  | V  | P  | V  | P  | N  | P  | P  | V  | N  | V  | N  | N  | P  | V  | N  | V  | P  |
| Posizione | 20 | 14 | 19 | 18 | 19 | 16 | 15 | 14 | 12 | 14 | 10 | 13 | 15 | 16 | 15 | 15 | 14 | 13 | 12 | 10 | 9  | 8  | 9  | 9  | 9  | 9  | 9  | 10 | 10 | 10 | 9  | 9  | 9  | 9  | 9  | 9  | 7  | 8  |

Legenda:

Luogo: C = Casa; T = Trasferta. Risultato: V = Vittoria; N = Pareggio; P = Sconfitta.

### Statistiche dei giocatori
| Giocatore      | 2. Bundesliga | 2. Bundesliga | 2. Bundesliga | 2. Bundesliga | Coppa di Germania | Coppa di Germania | Coppa di Germania | Coppa di Germania | Totale   | Totale | Totale      | Totale     |
| Giocatore      | Presenze      | Reti          | Ammonizioni   | Espulsioni    | Presenze          | Reti              | Ammonizioni       | Espulsioni        | Presenze | Reti   | Ammonizioni | Espulsioni |
| -------------- | ------------- | ------------- | ------------- | ------------- | ----------------- | ----------------- | ----------------- | ----------------- | -------- | ------ | ----------- | ---------- |
| K. Baumanns    | 27            | 0             | 2             | 0             | 5                 | 0                 | 1                 | 0                 | 32       | 0      | 3           | 0          |
| H. Brinkrolf   | 2             | 0             | 0             | 0             | 0                 | 0                 | 0                 | 0                 | 2        | 0      | 0           | 0          |
| H. Feilzer     | 31            | 15            | 1             | 0             | 5                 | 2                 | 0                 | 0                 | 36       | 17     | 1           | 0          |
| L. Gans        | 38            | 1             | 6             | 0             | 4                 | 0                 | 0                 | 0                 | 42       | 1      | 6           | 0          |
| H. Gerth       | 29            | 2             | 3             | 0             | 4                 | 0                 | 0                 | 0                 | 33       | 2      | 3           | 0          |
| P. Harth       | 19            | 7             | 2             | 0             | 2                 | 2                 | 0                 | 0                 | 21       | 9      | 2           | 0          |
| D. Hegekötter  | 18            | 0             | 1             | 0             | 4                 | 1                 | 0                 | 0                 | 22       | 1      | 1           | 0          |
| D. Hochheimer  | 20            | 0             | 0             | 0             | 2                 | 0                 | 0                 | 0                 | 22       | 0      | 0           | 0          |
| R. Knopp       | 7             | 1             | 1             | 0             | 0                 | 0                 | 0                 | 0                 | 7        | 1      | 1           | 0          |
| M. Laubinger   | 5             | 1             | 0             | 0             | 0                 | 0                 | 0                 | 0                 | 5        | 1      | 0           | 0          |
| R. Lehmann     | 33            | 7             | 1             | 0             | 5                 | 1                 | 0                 | 0                 | 38       | 8      | 1           | 0          |
| W. Loos        | 2             | 0             | 1             | 0             | 0                 | 0                 | 0                 | 0                 | 2        | 0      | 1           | 0          |
| M. Lorenz      | 21            | 10            | 0             | 0             | 2                 | 1                 | 0                 | 0                 | 23       | 11     | 0           | 0          |
| R. Meyer       | 33            | 0             | 0             | 0             | 5                 | 0                 | 0                 | 0                 | 38       | 0      | 0           | 0          |
| D. Olaidotter  | 37            | 5             | 7             | 0             | 5                 | 0                 | 0                 | 0                 | 42       | 5      | 7           | 0          |
| F. Pieper      | 11            | 2             | 0             | 0             | 1                 | 0                 | 0                 | 0                 | 12       | 2      | 0           | 0          |
| B. Rosenfeld   | 37            | 5             | 2             | 0             | 5                 | 0                 | 0                 | 0                 | 42       | 5      | 2           | 0          |
| E. Schmid      | 15            | 1             | 3             | 0             | 3                 | 1                 | 0                 | 0                 | 18       | 2      | 3           | 0          |
| W. Schröder    | 2             | 0             | 1             | 0             | 0                 | 0                 | 0                 | 0                 | 2        | 0      | 1           | 0          |
| U. Seiler      | 6             | 0             | 0             | 0             | 0                 | 0                 | 0                 | 0                 | 6        | 0      | 0           | 0          |
| N. Tune-Hansen | 36            | 3             | 1             | 0             | 4                 | 0                 | 0                 | 0                 | 40       | 3      | 1           | 0          |
| A. Wagner      | 13            | 1             | 2             | 0             | 3                 | 2                 | 1                 | 0                 | 16       | 3      | 3           | 0          |
| K. Wessel      | 35            | 0             | 3             | 0             | 5                 | 1                 | 1                 | 0                 | 40       | 1      | 4           | 0          |